# Spelaeomys florensis
A Spelaeomys florensis az emlősök (Mammalia) osztályának a rágcsálók (Rodentia) rendjébe, ezen belül az egérfélék (Muridae) családjába tartozó kihalt Spelaeomys nem egyetlen faja volt, amely az 1500-as években pusztult ki. Bár MacPhee és Flemming őslénykutatók szerint, ez a faj, csak 1996-ban halhatott ki.

## Előfordulása
Az Indonézia egyik jelentős szigetén, Floresen élt.

## Megjelenése
A Spelaeomys florensis egy nagy termetű rágcsáló volt.